# Tammaritu
Tammaritu war ein elamitischer König und ein Bruder des Urtak.
Nach der Niederlage und dem Tode des Urtak griffen die Assyrer immer mehr in die Politik Elams ein. Aššur-bani-apli setzte Tammaritu als König von Hidula ein. Im Jahr 652 v. Chr. erhoben sich Humban-nikaš III., König von Madaktu und Susa zusammen mit dem babylonischen König Šamaš-šuma-ukin gegen die Assyrer, verloren aber eine Schlacht. Daraufhin erhob sich Tammaritu gegen Humban-nikaš III. und entthronte ihn, um sich wieder mit Šamaš-šuma-ukin zu verbünden und erneut gegen die Assyrer zu wenden. Bei einer der folgenden Schlachten wurde der Herrscher von seinem General Indabibi entthront und daraufhin nach Niniveh gesandt. Im Jahr 647 zog Aššur-bani-apli erneut gegen Elam und verwüstete und plünderte zahlreiche Städte. Hier herrschte Umbahabua, der vor den assyrischen Armee auf der Flucht war. Aššur-bani-apli versuchte Tammaritu als König von Elam einzusetzen.
Es kam zu diversen Schlachten, in deren Verlauf Susa im Jahr 647 v. Chr. geplündert wurde. Tammaritu wurde wiederum gefangen genommen und nach Niniveh gebracht. Dort musste er als Verlierer den Wagen des Aššur-bani-apli ziehen.
| Vorgänger              | Amt                        | Nachfolger |
| ---------------------- | -------------------------- | ---------- |
| Tempti-Huban-Inšušinak | König von Elam Spätes Elam | Indabibi   |